# خاویر آسودو
خاویر آسودو (انگلیسی: Javier Acevedo؛ زادهٔ ۲۸ ژانویهٔ ۱۹۹۸) ورزشکار ورزش شنا اهل کانادا است.
وی در مسابقات کشوری و بین‌المللی در مجموع برندهٔ ۱ مدال طلا، ۲ مدال نقره و ۲ مدال برنز شده‌است.